# Sownik nowokaledoński
Sownik nowokaledoński (Aegotheles savesi) – gatunek średniej wielkości ptaka z rodziny sowników (Aegothelidae). Występuje endemicznie na Nowej Kaledonii. Bardzo słabo poznany; widziany ostatni raz w 1998, krytycznie zagrożony wyginięciem.

## Taksonomia
Gatunek opisany po raz pierwszy przez przyrodnika Edgara L. Layarda oraz jego syna, Edgara Leopolda Calthropa Layarda. Holotyp, samiec, pochodził z Tongué, leżącego nieopodal stolicy Nowej Kaledonii (Numei). Sownik nowokaledoński został odkryty w nocy 11 kwietnia 1880, kiedy do sypialni jednego z mieszkańców wpadł ptak nieznanego gatunku. Ten zaniósł go do przyjaciela Layarda, M. Savésa, który przekazał go badaczowi. Według Savésa żaden z tubylców nie widział wcześniej takiego ptaka. Opis ukazał się w 1881 na łamach czasopisma „Ibis”; dołączona do niego była tablica barwna, ilustrująca ptaka w skali 1:2. Holotyp w 1987 znajdował się w zbiorach National Museums Liverpool, gdzie ma oznaczenie LIV T16101; muzeum odkupiło go od Henry’ego Bakera Tristrama w 1896.
Zdaniem autorów opisu holotypu rozmiary i ubarwienie nowego gatunku uniemożliwiały pomylenie go z jakimkolwiek innym sownikiem. Ze względu na brak okazów oraz błędne opisy publikowane po 1881 sownik nowokaledoński bywał niesłusznie uznawany za podgatunek sownika australijskiego (Aegotheles cristatus). Ernst Mayr w 1945 (Birds of the Southwest Pacific) opublikował fikcyjny opis gatunku, w którym uznał go za podgatunek A. cristatus i prawdopodobnie nawet nie skonfrontował go z oryginalnym opisem holotypu. Jean Delacour w 1966 (Guide des oiseaux de la Nouvelle-Calédonie et de ses dépendances) do opisu sownika nowokaledońskiego (pod nazwą A. cristatus savesi) dołączył nawet rysunek, który jednak przedstawiał ptaka odmiennego od A. savesi. Okaz Delacoura miał na rysunku jasną obrożę, brew, jasny brzuch i paskowany ogon – żadnej z tych cech nie mają sowniki nowokaledońskie. Obrazuje to współczesny trend do przypisywania odrębnych, choć mało poznanych gatunków do tych znanych szerzej oraz ignorowania lub podawania fałszywych informacji na temat gatunków znanych z bardzo nielicznych okazów.
W Gilles Cave odkryto pochodzące z czwartorzędu szczątki kopalne sownika nowokaledońskiego. Były to dwie lewe kości udowe oraz skok bez bliższego ciału końca. Odnalezione kości porównano z wynikami rtg holotypu. Zarówno wyniki rtg holotypu, jak i badania odnalezionych szczątków kopalnych wskazują na to, że sownik nowokaledoński był jednym z największych ptaków w rodzinie, z wydłużonym skokiem i zredukowanymi kośćmi skrzydeł. Odnalezione kości udowe miały długość 36,3 i 37,7 mm; znane długości kości udowych sownika australijskiego, do którego błędnie przypisano okaz A. savesi, to 28,3 i 29,2 mm. Długość skoku sownika nowokaledońskiego oszacowano na 35 mm, podczas gdy u A. cristatus dwie znane długości to 24,5 i 23,2 mm. Ogółem jedynie dwa gatunki Aegotheles osiągają podobne sownikowi nowokaledońskiemu rozmiary, są to sowniki: ozdobny (A. insingis) i wąsaty (A. crinifrons).
W Museo Civico di Zoologia w Rzymie ma znajdować się okaz, prawdopodobnie sownika nowokaledońskiego, z 1913, odkryty dopiero w 1999; brak jednak oficjalnej publikacji, zarówno BirdLife International, jak i inni autorzy podają tę informację jako in litteris.

## Morfologia
Przybliżone wymiary holotypu (oryginalne podane w calach): całkowita długość ciała 32,5 cm, skrzydła – 16,8 cm, ogona – 15,5 cm, skoku – 28 mm, środkowego palca z pazurem – 32 mm, dzioba (wzdłuż górnej krawędzi) – 33 mm. Upierzenie jest całe czarniawe z porozrzucanymi białymi paskami i prążkami. Tablica załączona do pierwszego opisu jest dobra, jednak od spodu ptak jest ciemniejszy, niż ma to miejsce naprawdę – rysownik zbyt słabo zaznaczył białe paskowanie. Podczas obserwacji z 1998 badacze zwrócili uwagę na krótkie, zaokrąglone skrzydła oraz szeroki ogon.
Tęczówka, według odkrywcy gatunku, ma kolor żółty w odcieniu sjeny.

## Zasięg występowania
Holotyp odkryto w Tongué; jest to dzisiejsza Païta. Jaskinia, w której znaleziono szczątki kopalne, znajdowała się ok. 65 km na północny zachód od Numei. Jeden ptak miał być odstrzelony w latach 50. XX wieku w dolinie Tchamba (okolice wschodniego wybrzeża wyspy), a inny znaleziony martwy w 1960 w okolicach Païta. Obserwacja z 1998 mała miejsce na zachodnim stoku Massif du Kouakoué w Prowincji Południowej (jest to południowy kraniec wyspy, nieopodal wschodniego wybrzeża; patrz: Linki zewnętrzne).

## Ekologia
Obserwację z 1998 przeprowadzono w wilgotnym, nadrzecznym lesie na wysokości blisko 800 m n.p.m., nie zostały jednak zarejestrowane żadne materiały wideo czy dźwiękowe, brak też zdjęć. Zaobserwowano nietypowe dla Aegotheles zachowanie polegające na „wypadach” z gałęzi (ang. sallying). Krótsze skrzydła i dłuższe nogi wskazują być może na bardziej naziemny tryb życia. W żołądku holotypu znajdowało się nieco chrząszczy.

## Status zagrożenia
IUCN uznaje gatunek za krytycznie zagrożony wyginięciem (CR, Critically Endangered) od 2000 roku; wcześniej, w 1996 i 1994, uznano go za zagrożonego (EN, Endangered). Od czasu odkrycia holotypu sownik nowokaledoński nie był długo obserwowany, choć Hannecart i Letocart wspominają w Oiseaux de Nouvelle Caledonie et des Loyauté o możliwej obserwacji (1983). Dopiero 5 listopada 1998 dokonano pewnej obserwacji, na obszarze chronionym (Reserve Speciale de Faune et de Flore de la Ni-Kouakoue); opis ukazał się na łamach „Bulletin of the British Ornithologists’ Club” w 2002. Głównym zagrożeniem dla gatunku jest prawdopodobnie drapieżnictwo ze strony introdukowanych ssaków – szczurów i być może kotów.